# Middle Tower

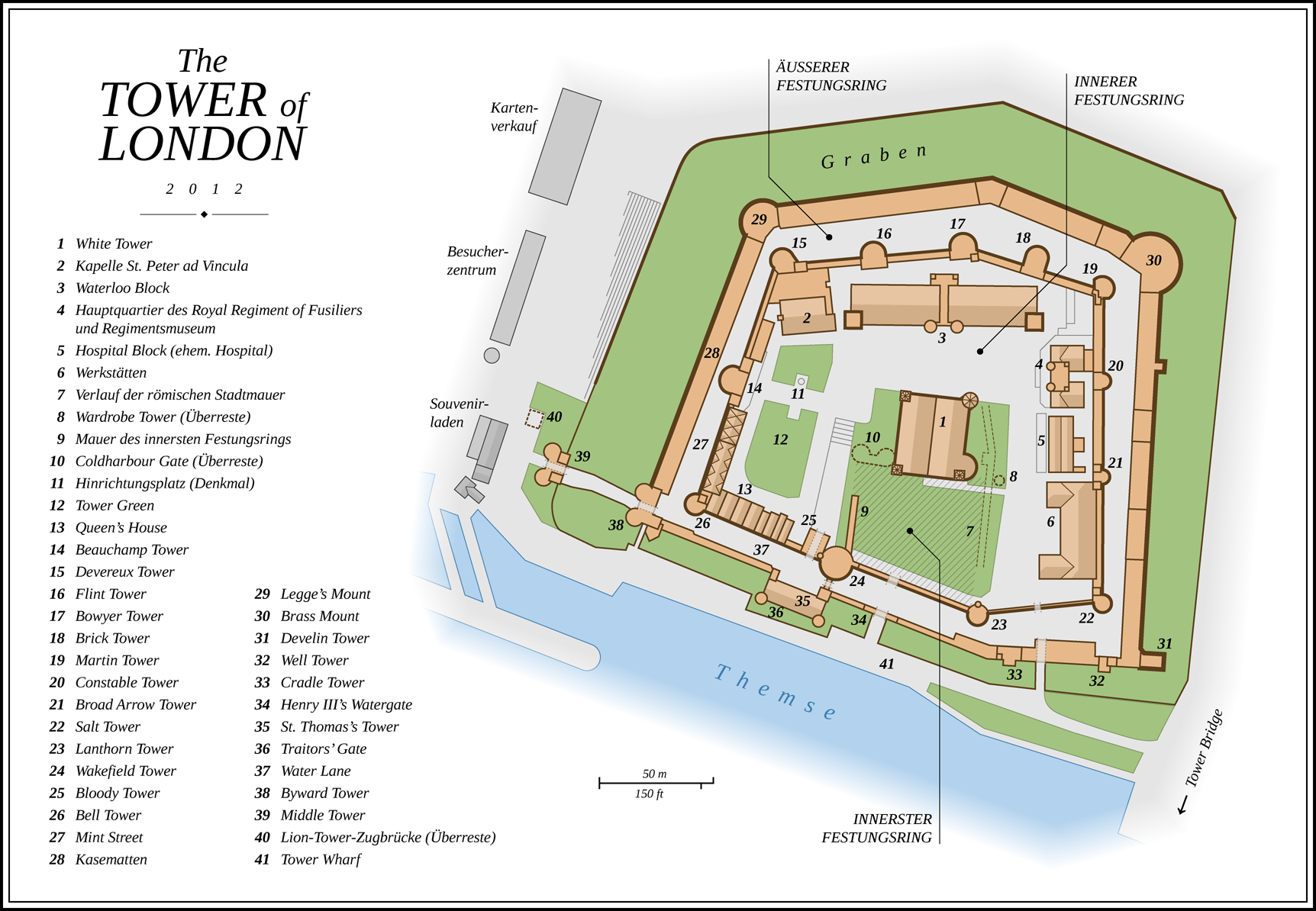
Festungsanlage des Tower of London mit dem Middle Tower (Nr. 39)

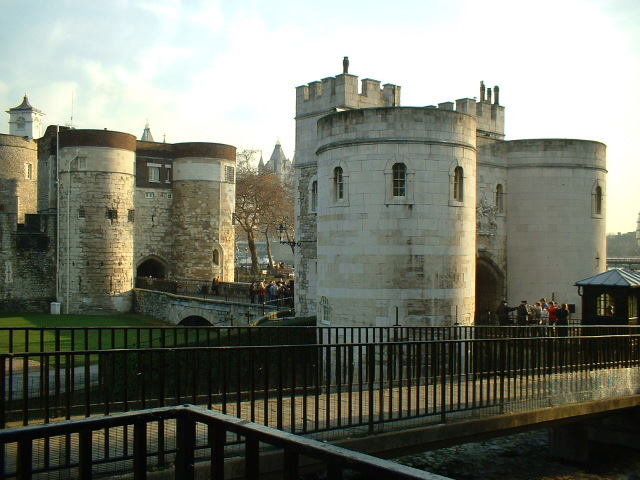
Middle Tower (rechts) und Byward Tower (links) als Zugang zum Tower of London.

Der Middle Tower ist ein von Türmen gesäumtes Tor in der Festungsanlage des Tower of London. Das Tor steht am südwestlichen Ende des Towers auf der Stadtseite des Grabens. Es ist das erste Tor, das Besucher des Towers heute durchqueren müssen. Ein Damm verbindet den Middle Tower mit dem Byward Tower, der sich in der Festungsmauer befand.
Vor dem Middle Tower befand sich der Lion Tower, der nicht mehr erhalten ist. Der Turm wurde in den 1280er Jahren auf Anweisung von Edward I. gebaut. Er entstand zusammen mit dem äußersten Festungsring. Das Tor besitzt wie der ähnliche, aber größere Byward Tower zwei große, runde Außentürme, die miteinander verbunden sind. Auf der Rückseite sind kleinere rechteckige Türmchen, in denen sich Aufenthaltsräume befinden.
Vor dem Middle Tower finden sich Reste der Zugbrücke, die diesen ehemals mit dem Lion Tower verband. Ursprünglich mittelalterlich sind beispielsweise die Gewölbe im Erdgeschoss des Turms. Diese sind aus Backstein und damit ein frühes Beispiel für die Verwendung dieses Baumaterials unter Edward I.
Sein heutiges Aussehen geht auf das frühe 18. Jahrhundert zurück, als seine Fassade unter Verwendung von Portland Stone komplett umgestaltet wurde. Damals befanden sich die Wohnräume des Ordnance Barrack Masters im Tor. Das Tor selbst war in stark baufälligem Zustand; um seine Statik zu verbessern, wurden Teile der Verteidigungsanlagen abgetragen und die Fassade sowie innere Teile erneuert. Er ist im typischen Stil des Board of Ordnance gestaltet. Die Gestaltung bemühte sich um ein mittelalterlich-martialisches Aussehen, ging im Detail aber kaum auf die historische Bausubstanz ein.
Die Verbindung mit dem Byward Tower stammt zum Teil noch aus dem 13. Jahrhundert, zum Teil wurde sie im 18. Jahrhundert erneuert. Heute wie damals hat der Damm eine leichte Biegung in der Mitte, vermutlich um einen direkten Ansturm von Angreifern zu verhindern. Ursprünglich waren rechts und links des Damms Mauern mit Schießscharten angebracht, von denen aus sich der Graben unter Beschuss nehmen ließ. Bis auf einen Rest auf der Südseite der Verbindung wurden diese im 19. Jahrhundert abgetragen.